# أندي باري
أندي باري (بالإنجليزية: Andy Barrie)‏ هو مقدم برامج إذاعية أمريكي، ولد في 30 يناير 1945 في بالتيمور في الولايات المتحدة.